# Felipe Varela
Felipe Varela (Huaycama, departamento de Valle Viejo, provincia de Catamarca; 1821 – Nantoco, Provincia de Atacama, Chile; 4 de junio de 1870) fue un estanciero y militar argentino, líder del último pronunciamiento de los caudillos del interior contra la hegemonía política conquistada por la provincia de Buenos Aires en la batalla de Pavón. Contrario a la guerra del Paraguay o guerra de la Triple Alianza, fue apodado el Quijote de los Andes por el desafío que plantó al gobierno central con un reducido ejército de menos de cinco mil hombres, desde la región andina y cuyana durante varios años. Finalmente derrotado, murió exiliado en Chile.
La figura de Varela, como tantas otras de la época, resulta fuertemente controvertida; los historiadores revisionistas han reivindicado su oposición a Bartolomé Mitre y a la Guerra del Paraguay. Otros autores han apreciado la lucidez del Manifiesto con el que proclamó su oposición a Mitre, una de las expresiones más acabadas y expresivas del ideario federal.
Los partidarios de la facción liberal, por el contrario, lo han considerado un salvaje sanguinario, una versión que se ha consagrado en el texto de la zamba La Felipe Varela, de José Ríos, que reza:

Galopa en el horizonte, / tras muerte y polvaderal; / porque Felipe Varela / matando llega y se va.

Por otro lado, la cuarteta recogida por Juan Alfonso Carrizo expresa:

De Chile llegó Varela, / y vino a su Patria hermosa. / Aquí ha de morir peleando / por el Chacho Peñaloza.

## Sus inicios de combatiente federal
Nacido en el año 1821, posiblemente el 11 de mayo. Fue bautizado con el nombre de Juan Felipe por el Pbro. Francisco Jacobo de Acuña en la capilla de San Isidro, actual departamento Valle Viejo, provincia de Catamarca, el 9 de junio de 1822 de 1 año de edad, actuando como padrinos del futuro caudillo: Valentín Castro y una hermana del Pbro. Acuña, Juana Antonia Acuña. Era hijo del caudillo federal Javier Varela y de María Isabel Ruarte o Rubiano (sic).
Varela, poseedor de tierras en Guandacol (provincia de La Rioja), combatió contra el gobierno de Juan Manuel de Rosas en la década de 1840. La persecución del gobernador de Buenos Aires le llevó al exilio en Chile, donde se unió al ejército de ese país en la Revolución de 1851; luego de la caída de Rosas, en 1852, retornó sumándose al ejército de la Confederación, donde ocupó el cargo de segundo jefe de la frontera en Río Cuarto. 
En 1861 peleó bajo las órdenes de Justo José de Urquiza en la batalla de Pavón, que marcó el triunfo de la facción porteña y el inicio de la hegemonía mitrista. Tras la derrota se unió a las filas del Chacho Peñaloza en su sublevación contra las autoridades nacionales.
Como protegido del Chacho, fue nombrado jefe de la policía en La Rioja. En 1863 invadió la provincia de Catamarca, y luego combatió contra las fuerzas de Wenceslao Paunero en las batallas de Las Playas y Lomas Blancas. Después del asesinato de Peñaloza, Varela se refugió en Entre Ríos, donde fue edecán del gobernador Urquiza. Un año más tarde volvió a Chile.
Allí se puso en contacto con la llamada Unión Americana, una red de corresponsales de los círculos intelectuales de esa época, formado para repudiar los ataques europeos contra Perú, y que había protestado enérgicamente por el apoyo argentino y brasileño a la revolución de Venancio Flores en el Uruguay. También acusaba al Brasil y al gobierno argentino por causar la guerra del Paraguay.

## La revolución de los colorados

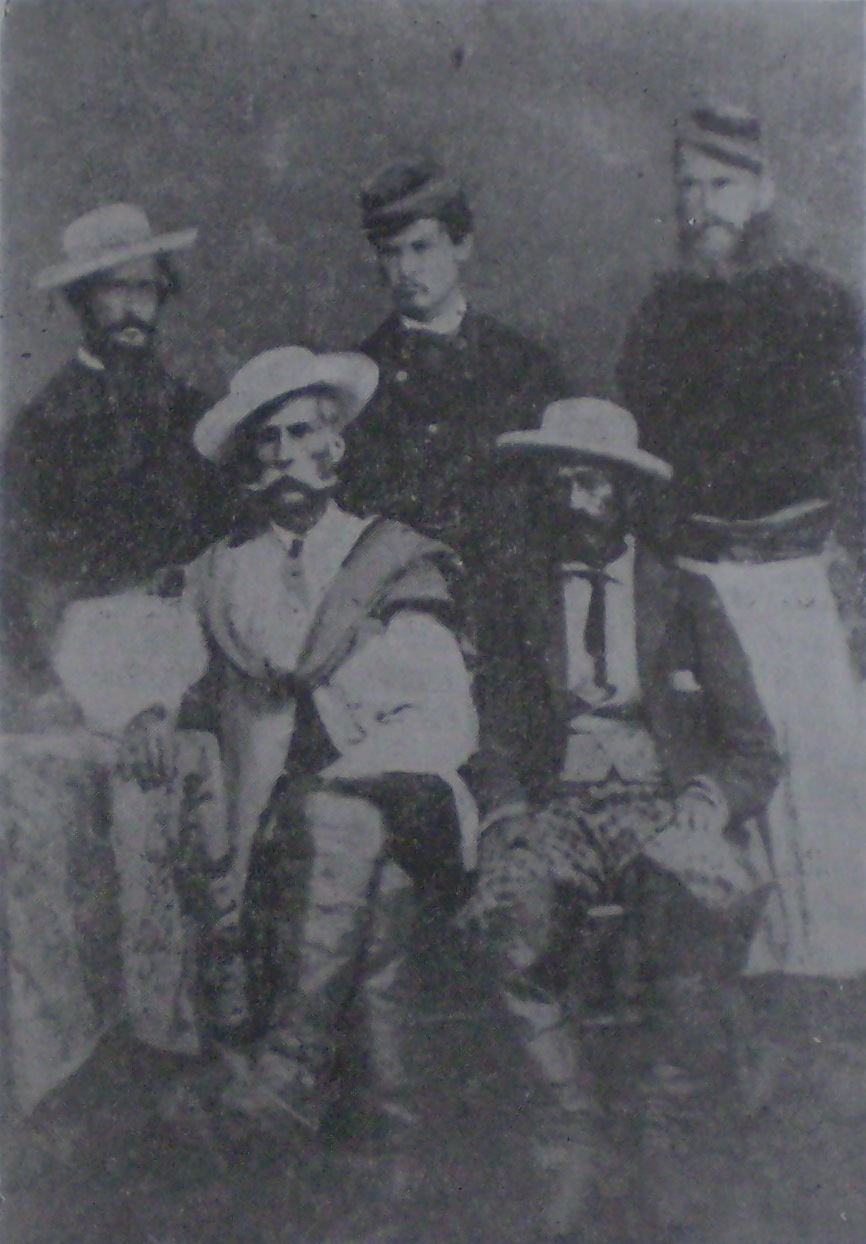
Felipe Varela, sentado a la izquierda.

A través de la Unión Americana, Varela comprendió en profundidad el proceso político en que estaba sumergido su país, y se puso a organizar una campaña militar para regresar. Durante muchos meses no pudo hacer nada, ya que no tenía dinero. Pero algún oficial chileno decidió que atacar a la Argentina era una buena idea en ese momento, y sin permiso superior puso a disposición de Varela algunos soldados. Nombró jefe de ese cuerpo a un comandante Medina, al frente de unos 150 soldados chilenos con armas automáticas[cita requerida], muy pocas pero muy efectivas.
Acérrimo opositor al gobierno de Buenos Aires, Varela percibió la impopularidad de la guerra del Paraguay y decidió intervenir nuevamente. Provisto de buena inteligencia sobre las decisiones diplomáticas tras la creación de la Triple Alianza y las motivaciones de Mitre, liquidó sus posesiones para equipar un par de batallones de exiliados, así como combatientes chilenos afines a su causa. A fines de 1866, Varela ya había decidido ingresar a su país, lo que hubiera sido una locura sin apoyo interno. Pero en su ayuda llegó la Revolución de los Colorados.
En noviembre estalló en Mendoza una sublevación de las tropas que debían partir a la guerra del Paraguay, dirigida por el coronel Juan de Dios Videla. Liberaron a los presos de la cárcel, entre los cuales se hallaba el doctor Carlos Juan Rodríguez, un federal puntano a quien Videla hizo nombrar gobernador de Mendoza. En dos días controlaron toda la provincia. Pocos días después derrotaron al coronel Pablo Irrazábal, el asesino de Peñaloza. De allí pasó Videla a la provincia de San Juan, donde derrotó y expulsó al gobernador y ocupó su lugar a principios de enero de 1867, y enseguida derrotó al coronel Julio Campos, gobernador mitrista de la provincia de La Rioja en la batalla de Rinconada del Pocito.
El mando militar de la revolución quedó en manos del coronel Felipe Saá, que recuperó la provincia de San Luis. En muy poco tiempo habían tomado el poder en todo Cuyo. Y contaban con el apoyo del gobernador cordobés Mateo Luque.
Convocando a las montoneras residuales de otros caudillos muertos en todo el país más combatientes chilenos, Varela marchó sobre territorio argentino portando bandera con la consigna de ¡Federación o Muerte!. En San José de Jáchal, provincia de San Juan, lanzó el 10 de diciembre de 1866 su proclama revolucionaria:

"¡Argentinos! El pabellón de mayo que radiante de gloria flameó victorioso desde los Andes hasta Ayacucho, y que en la desgraciada jornada de Pavón cayó fatalmente en las ineptas y febrinas manos del caudillo Mitre, ha sido cobardemente arrastrado por los fangales de Estero Bellaco, Tuyuty, Curuzú y Curupayty. Nuestra Nación, tan feliz en antecedentes, tan grande en poder, tan rica en porvenir, tan engalanada en glorias, ha sido humillada como una esclava, quedando empeñada en más de cien millones y comprometido su alto nombre a la vez que sus grandes destinos por el bárbaro capricho de aquel mismo porteño, que después de la derrota de Cepeda lagrimeando juró respetarla".

"Tal es el odio que aquellos fratricidas porteños tienen a los provincianos, que muchos de nuestros pueblos han sido desolados, saqueados y asesinados por los aleves puñales de los degolladores de oficio: Sarmiento, Sandes, Paunero, Campos, Irrazával y otros varios dignos de Mitre."

"¡Basta de víctimas inmoladas al capricho de mandones sin ley, sin corazón, sin conciencia! ¡Cincuenta mil víctimas inmoladas sin causa justificable dan testimonio flagrante de la triste e insoportable situación que atravesamos y que es tiempo de contener!"

"¡Abajo los infractores de la ley! ¡Abajo los traidores de la Patria! ¡Abajo los mercaderes de las cruces de Uruguayana, a precio de oro, de lágrimas y de sangre argentina y oriental! Nuestro programa es la práctica estricta de la constitución jurada, del orden común, la paz y la amistad con el Paraguay, y la unión con las demás repúblicas americanas."

"¡Compatriotas nacionalistas! El campo de la lid nos mostrará el enemigo. Allí los invita a recoger los laureles del triunfo o la muerte, vuestro jefe y amigo."

La Rioja cayó en manos federales tras una rebelión militar contra el comandante Irrazábal, autor de la muerte de Chacho Peñaloza. Al poco tiempo se unieron a Varela otros caudillos menores, como Santos Guayama, Sebastián Elizondo y Aurelio Zalazar, con los cuales llegó a formar un ejército de más de 4.000 hombres.
Varela ocupó el oeste de las provincias de La Rioja, luego ocupó la ciudad de La Rioja, y volviendo hacia el oeste tras la victoria del montonero chileno Estanislao Medina sobre el exgobernador catamarqueño Melitón Córdoba, que murió en el combate, el 4 de marzo cerca de Tinogasta, ocupó también los departamentos occidentales de Catamarca con una fuerza de 2.000 hombres. En toda esa zona, y en la mayor parte del interior del país predominaba un claro sentimiento federal. Los dos batallones con los que había partido de Chile (en los que figuraban algunos soldados y oficiales chilenos) se habían transformado en varios miles de hombres, llegando a reunir casi 5.000 montoneros, la fuerza más importante que había puesto en armas el Partido Federal desde la batalla de Pavón.
Ante la tibia acogida que les dispensó Urquiza, con quien contaban inicialmente para encabezar el alzamiento, planificaron las acciones desde su cuartel de Jáchal. Varela estaría encargado de alzar las provincias occidentales, mientras los Saá y Videla avanzarían hacia el litoral, donde esperaban sumar algún dirigente federal. En la hipótesis más audaz, podían llegar a contar con Timoteo Aparicio en Uruguay, junto con el Partido Blanco.

## El sofocamiento de la rebelión
La situación era realmente peligrosa para el gobierno de Mitre, que estaba personalmente al mando de los ejércitos aliados en el Paraguay. Debió regresar a Rosario para organizar los ejércitos con que hacerles frente, al frente de los cuales colocó a José Miguel Arredondo, Wenceslao Paunero — vueltos del Paraguay — y Antonino Taboada, hermano del gobernador de Santiago del Estero.
En marzo, el ejército al mando de Paunero recibió en Rosario el moderno equipo retirado del frente paraguayo, y comenzó el avance hacia Córdoba, donde el ministro de guerra, Julián Martínez, se había trasladado para imponer la autoridad civil del gobierno central. Alertado de la marcha del ejército federal, al mando del general Juan Saá, recién llegado desde Chile, Paunero destacó a Arredondo a interceptarlo. En la madrugada del 1 de abril, las fuerzas de los montoneros y sus aliados ranqueles, que habían aportado 500 lanzas a los insurrectos, fueron derrotadas en la batalla de San Ignacio, a orillas del río Quinto. Los federales estuvieron a punto de vencer, pero la decisiva acción de la infantería de Luis María Campos dio vuelta la batalla y los federales fueron destrozados.
Todos sus dirigentes huyeron a Chile. Pero Varela estaba aún muy lejos como para enterarse de lo que ocurría. Avanzó hacia la ciudad de Catamarca, y estaba ya por llegar cuando supo que Taboada había ocupado La Rioja. Cometió entonces un error muy grave, contramarchando hacia La Rioja para hacerle frente.
Enviando recado a Taboada para sugerirle combatir fuera de la ciudad, con la intención de reducir los daños civiles, Varela avanzó hacia La Rioja. Pero no tuvo en cuenta el aprovisionamiento de agua en ese desierto, y Taboada aprovechó cabalmente ese error: se ubicó en el llamado Pozo de Vargas, la única fuente de agua entre Catamarca y La Rioja, y allí esperó a Varela. Al llegar, este decidió que no podía seguir sin dar agua a sus hombres, y decidió atacar. Esta fue la batalla de Pozo de Vargas.
La carga inicial de los federales -encabezada por el chileno Estanislao Medina- fue exitosa, y los combates se prolongaron durante casi ocho horas. Pero la ubicación estratégica de los hombres de Taboada y la superioridad de su artillería impidieron a los federales llegar a su objetivo. Sin embargo, una astuta maniobra del capitán montonero Sebastián Elizondo se hizo con los animales y el parque de armas de los de Taboada, pero el rédito de la misma se vio desbaratado cuando se dio a la fuga con ellos en lugar de volver a formar filas y entrar al combate. Con menos de 180 hombres, Varela debió retirarse, dejando el campo al muy maltrecho ejército nacional.

## La resistencia de Varela
Pocos días más tarde llegó a Jáchal. Allí se enteró de la derrota de Saá y reunió a sus hombres con los dispersos de este. Pero, en lugar de huir a Chile decidió adoptar una táctica de guerrilla. El 21 de abril abandonó Jáchal ante el avance de Paunero, y se echó al monte. Desde allí hostigaría a las fuerzas regulares de sus adversarios, contando con su mejor conocimiento del terreno.
El 5 de junio, en el paraje de Las Bateas, se arrojó por sorpresa sobre el campamento de Paunero, huyendo con la caballada y la munición. El 16 del mismo mes, aprovechando sus pocos medios, sorprendió en la quebrada de Miranda a un grupo de conscriptos al frente del coronel Linares, que abandonaron el bando nacional y se le unieron desobedeciendo a sus oficiales. Tomó prisionero a Linares y le preguntó qué hubiese hecho si la cosa hubiera sido al revés. Este le contestó que lo hubiera matado como a un perro; entonces Varela lo hizo fusilar, aunque con todas las formalidades de la ejecución de un oficial.
Esa clase de acciones se prolongaría durante meses, obligando al gobierno central a mantener en constante alerta a sus tropas en la región, bautizadas como Ejército Interior. Medina hizo lancear a Tristán Dávila, el más rico y capaz de los jefes del partido unitario de La Rioja. Después de Pozo de Vargas, la guerra comenzó a perder su carácter casi romántico: los asesinatos de los “nacionales” comenzaron a ser respondidos, y pronto todo el territorio quedó sometido a campañas cruzadas de asesinatos y saqueos.
Apenas retirado el ejército de Taboada (que arreó cuanto ganado encontró en su camino), las montoneras de Elizondo y Zalazar tomaron La Rioja, y Varela ocupó la ciudad por algo más de una semana. Pero no se quedó a esperar a Taboada, que avanzaba nuevamente hacia el sur, y nuevamente se retiró hacia Chilecito, siendo derrotado en camino hacia allí.
Sin esperanza alguna, mandó a Medina de regreso a Chile y huyó hacia la Puna. Cuando sus enemigos contaban que ya estaba asilado en Bolivia, reapareció sin aviso en los Valles Calchaquíes, provincia de Salta. A principios de octubre logró avanzar hacia el centro de esa provincia, perseguido por el coronel Octaviano Navarro, un viejo aliado del Chacho, al que —pocas semanas antes— Varela todavía confiaba en convencer de unirse a su revolución. Sugestivamente, aunque Navarro perseguía a Varela de cerca, nunca lo alcanzó:quizá porque ninguno de los dos quería verse obligado a la lucha entre ellos.
Los habitantes de la ciudad de Salta levantaron barricadas en las principales calles de la ciudad y se prepararon a resistir, azuzados por el mito de la crueldad de Varela, esparcido con tesón por los liberales. Varela los invitó a combatir fuera de la ciudad, para que ésta no sufriera los efectos de una lucha callejera, pero los salteños rechazaron la intimación. Tras una lucha heroica por ambas partes, que duró dos horas y media, los federales ocuparon la ciudad, aunque perdieron en la batalla más de la mitad de sus hombres. Algunas versiones afirman que los hombres de Varela saquearon a fondo la ciudad de Salta, y que hubo centenares de asesinatos y violaciones. Pero otros observan que la ocupación de la ciudad duró apenas una hora, lo cual no habría dado tiempo a violaciones o asesinatos, y las fuentes no citan ningún caso concreto de asesinato después del combate.[cita requerida] El saqueo existió, porque habían ocupado Salta en busca de armas, pero no parece haber sido muy profundo; aun así, se han mencionado casos de amenazas y violencias, y robos de dinero y caballos. 
Al saber que Navarro se acercaba, Varela evacuó Salta hacia el norte, con unos cañones que consiguió en la ciudad y menos pólvora que la que había traído. Se dirigió a San Salvador de Jujuy, ciudad que ocupó también brevemente. En los primeros días de noviembre entraba en Bolivia, donde fue asilado por el presidente Mariano Melgarejo, y se refugió temporalmente en Potosí.
Sin embargo, los vaivenes de la política boliviana lo llevaron a un nuevo intento en su país. Alarmado por el fusilamiento del caudillo riojano Aurelio Zalazar, en diciembre de 1868 tomó nuevamente el camino de Salta con un par de centenares de hombres. El 12 de enero de 1869, un pequeño contingente nacional, a cargo de José María Prieto lo derrotó en Pastos Grandes, en la Puna, dispersando definitivamente su tropa.

## Muerte y posteridad
Enfermo de tisis y carente de apoyo, Varela se refugió en Chile. El gobierno trasandino, poco amigo de dar albergue a un insurrecto reincidente, lo mantuvo brevemente en observación antes de permitirle asentarse en Copiapó. El 4 de junio la enfermedad acabó con su vida. El gobierno catamarqueño repatrió sus restos, pese a la oposición del Ejecutivo nacional encabezado por Domingo Faustino Sarmiento.
En agosto de 2007, la legislatura de Catamarca solicitó al gobierno nacional el ascenso post mortem del coronel Felipe Varela al grado de general de la Nación. En junio de 2012 fue ascendido post mortem al grado de general de la Nación por la presidenta Cristina Fernández de Kirchner.

## Manifiesto del General Felipe Varela a los Pueblos Americanos
Proclamación:

¡ARGENTINOS! El hermoso y brillante pabellón que San Martín, Alvear y Urquiza llevaron altivamente en cien combates, haciéndolo tremolar con toda gloria en las tres más grandes epopeyas que nuestra patria atravesó incólume, ha sido vilmente enlodado por el General Mitre, gobernador de Buenos Aires.

La más bella y perfecta Carta Constitucional democrática republicana federal, que los valientes entrerrianos dieron a costa de su sangre preciosa, venciendo en Caseros al centralismo odioso de los espurios hijos de la culta Buenos Aires, ha sido violada y mutilada desde el año sesenta y uno hasta hoy, por Mitre y su círculo de esbirros.

El Pabellón de Mayo que radiante de gloria flameó victorioso desde los Andes hasta Ayacucho, y que en la desgraciada jornada de Pavón cayó fatalmente en las ineptas y febrinas manos del caudillo Mitre -orgullosa autonomía política del partido rebelde- ha sido cobardemente arrastrado por los fangales de Estero Bellaco, Tuyuti, Curuzú y Curupaití.

Nuestra Nación, tan feliz en antecedentes, tan grande en poder, tan rica en porvenir, tan engalanada en glorias, ha sido humillada como una esclava, quedando empeñada en más de cien millones de fuertes, y comprometido su alto nombre a la vez que sus grandes destinos por el bárbaro capricho de aquel mismo porteño, que después de la derrota de Cepeda, lacrimando juró respetarla.

COMPATRIOTAS: desde que aquel, usurpó el gobierno de la Nación, el monopolio de los tesoros públicos y la absorción de las rentas provinciales vinieron a ser el patrimonio de los porteños, condenando al provinciano a cederles hasta el pan que reservara para sus hijos. Ser porteño, es ser ciudadano exclusivista; y ser provinciano, es ser mendigo sin patria, sin libertad, sin derechos. Esta es la política del Gobierno Mitre.

Tal es el odio que aquellos fratricidas tienen a los provincianos, que muchos de nuestros pueblos han sido desolados, saqueados y guillotinados por los aleves puñales de los degolladores de oficio, Sarmiento, Sandez, Paunero, Campos, Irrazábal y otros varios oficiales dignos de Mitre.

Empero, basta de víctimas inmoladas al capricho de mandones sin ley, sin corazón y sin conciencia. Cincuenta mil víctimas hermanas, sacrificadas sin causa justificable, dan testimonio flagrante de la triste o insoportable situación que atravesamos, y que es tiempo ya de contener.

¡VALIENTES ENTRERRIANOS! Vuestros hermanos de causa en las demás provincias, os saludan en marcha al campo de la gloria, donde os esperan. Vuestro ilustre jefe y compañero de armas el magnánimo Capitán General Urquiza, os acompañará y bajo sus órdenes venceremos todos una vez más a los enemigos de la causa nacional.

A él y a vosotros obliga concluir la grande obra que principiasteis en Caseros, de cuya memorable jornada surgió nuestra redención política, consignada en las páginas de nuestra hermosa Constitución que en aquel campo de honor escribisteis con vuestra sangre.

¡ARGENTINOS TODOS! ¡Llegó el día de mejor porvenir para la Patria! A vosotros cumple ahora el noble esfuerzo de levantar del suelo ensangrentado el Pabellón de Belgrano, para enarbolarlo gloriosamente sobre las cabezas de nuestros liberticidas enemigos!

COMPATRIOTAS: ¡A LAS ARMAS! ¡Es el grito que se arranca del corazón de todos los buenos argentinos!

¡ABAJO los infractores de la ley! Abajo los traidores a la Patria! Abajo los mercaderes de Cruces en la Uruguayana, a precio de oro, de lágrimas y de sangre Argentina y Oriental!

¡ATRÁS los usurpadores de las rentas y derechos de las provincias en beneficio de un pueblo vano, déspota e indolente!
¡SOLDADOS FEDERALES! nuestro programa es la práctica estricta de la Constitución jurada, el orden común, la paz y la amistad con el Paraguay, y la unión con las demás Repúblicas Americanas. ¡¡Ay de aquel que infrinja este programa!!

¡COMPATRIOTAS NACIONALISTAS! el campo de la lid nos mostrará al enemigo; allá os invita a recoger los laureles del triunfo o la muerte, vuestro jefe y amigo.
FELIPE VARELA
Campamento en marcha, Diciembre 6 de 1866.

(Documento proporcionado por Joaquín Quiroga, Catamarca 2008)